# Manjakavaradrano
Manjakavaradrano é uma comuna de Madagascar, pertencente ao distrito de Ambohidratrimo, na região de Analamanga. Sua população, segundo o censo de 2001, era de 1 680 habitantes.